# کفر حزیر
کفر حزیر (به عربی: كفر حزير) یک منطقهٔ مسکونی در لبنان است که در شهرستان کوره واقع شده‌است.